# Gravmark
Gravmark är en småort i nordöstra delen av Umeå kommun. Gravmark ligger drygt 3 mil norr om Umeå.

## Medicinhistoria
Sommaren 1881 diagnostiserades polio i byn och ett av Sveriges första polioutbrott dokumenterades. Sjukdomen konstaterades även vid Hörnefors bruk söder om Umeå.